# リボヌクレオチド
リボヌクレオチド(Ribonucleotide)は、ペントース成分としてD-リボースを含むヌクレオチドである。核酸の前駆体であると考えられている。ヌクレオチドは、DNAやRNAを構築する基礎的なブロックである。リボヌクレオチド自体は、RNAの構成単位となるが、リボヌクレオチドレダクターゼによって還元されたデオキシリボヌクレオチドは、DNAの構成単位となる。連続するヌクレオチドの間は、ホスホジエステル結合で連結される。
リボヌクレオチドは、他の細胞機能にも用いられる。例えばAMPは、細胞調整や細胞シグナリングなどに用いられる。さらにリン酸基が2つついたATPは生物のエネルギー通貨となり、環化した環状AMPはホルモンを調節する。生体で最も一般的なリボヌクレオチドの塩基は、アデニン(A)、グアニン(G)、シトシン(C)、ウラシル(U)である。窒素塩基は、プリンとピリミジンの2つの種類に大別される。

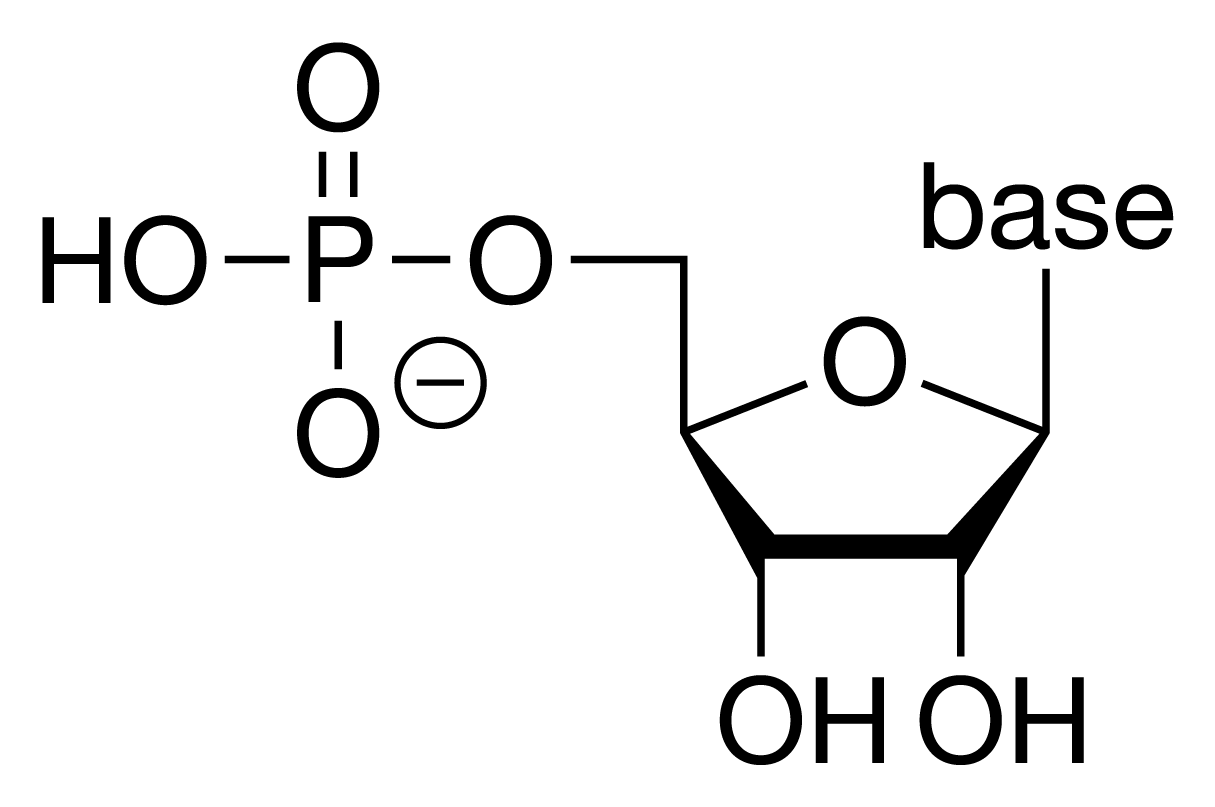
リボヌクレオチドの一般的な構造:リン酸基 - D-リボース - 核酸塩基

## 構造

### 一般的な構造

アデノシン-5'-一リン酸(AMP)の構造

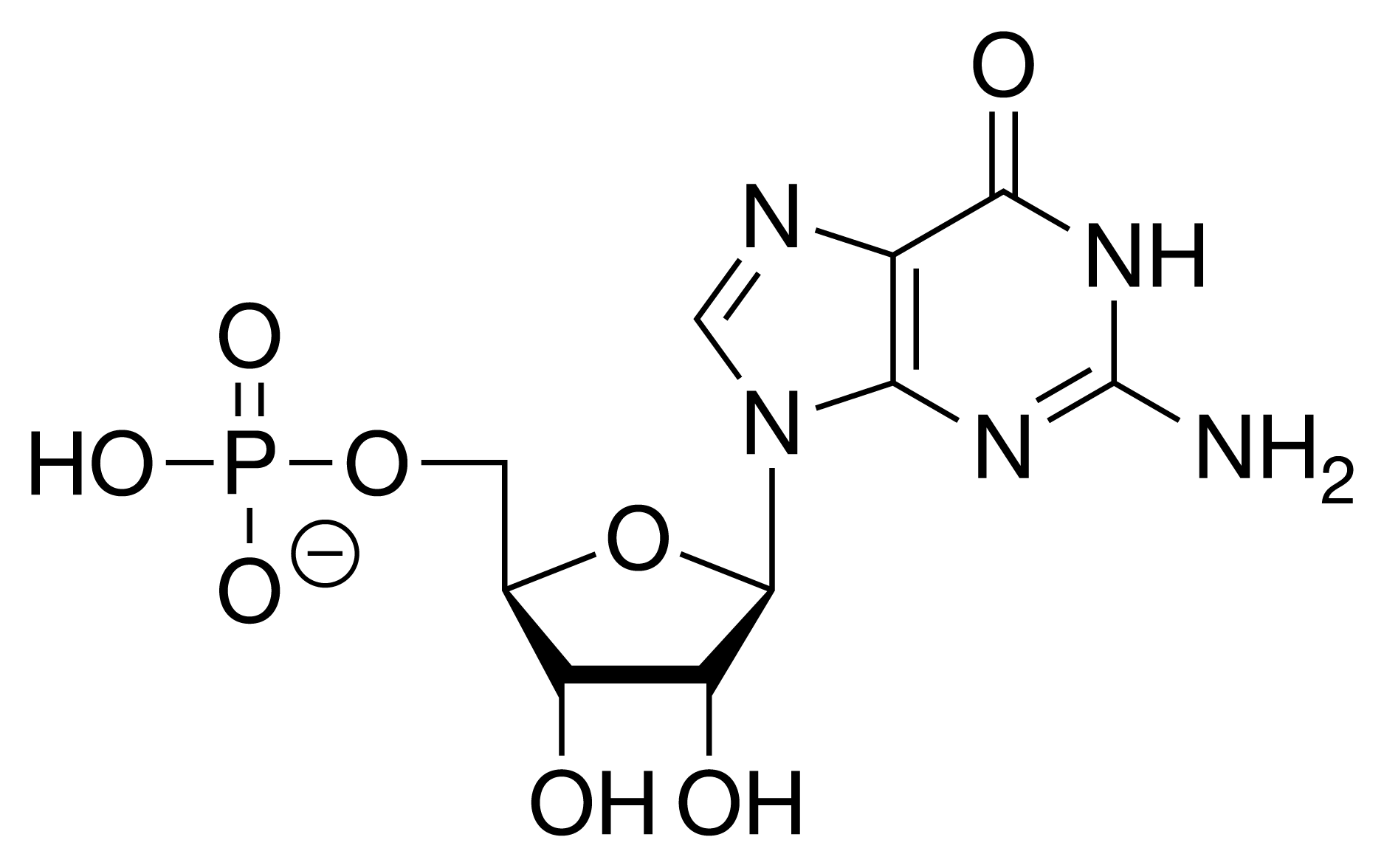
グアノシン-5'-一リン酸(GMP)の構造

ウリジン-5'-一リン酸(UMP)の構造

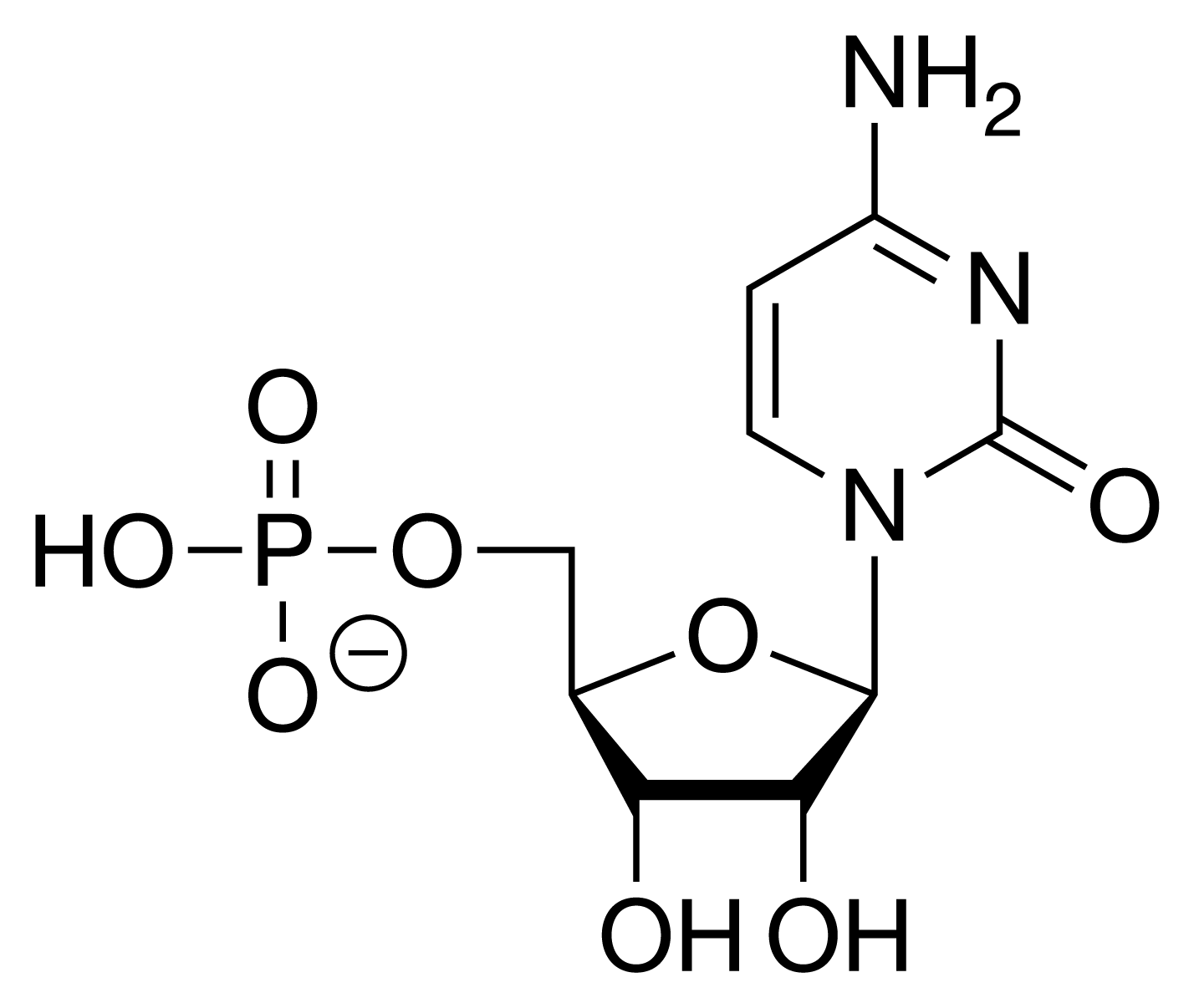
シチジン-5'-一リン酸(CMP)の構造

リボヌクレオチドの一般的な構造は、リン酸基、D-リボースと核酸塩基から構成される。核酸塩基は、アデニン、グアニン、シトシン、ウラシルの4種類がある。リン酸基を持たず、核酸塩基と糖だけで構成されるものは、ヌクレオシドと呼ばれる。相互変換可能な核酸塩基は、プリン又はピリミジンに由来する。ヌクレオチドは複素環式化合物であり、即ち、環の中に少なくとも2種類の元素を含む。
RNAとDNAはどちらも、2つの主要なプリン塩基であるアデニン(A)とグアニン(G)、また2つのピリミジンを含む。RNAもDNAもピリミジンの1つはシトシン(C)である。しかし、RNAとDNAでは2つめのピリミジンが異なり、DNAはチミン(T)、RNAはウラシル(U)を含む。RNAがチミンを含み、DNAがウラシルを含むような珍しいケースもある。
以下は、RNAの構成単位となる4種類の主要なリボヌクレオチド（リボヌクレオシド-5'-リン酸）である。
| ヌクレオチド | 記号   | ヌクレオシド |
| ------------ | ------ | ------------ |
| アデニル酸   | A, AMP | アデノシン   |
| グアニル酸   | G, GMP | グアノシン   |
| ウリジル酸   | U, UMP | ウリジン     |
| シチジル酸   | C, CMP | シチジン     |

### デオキシリボヌクレオチドとリボヌクレオチド
リボヌクレオチドでは糖成分はリボースであるが、デオキシリボヌクレオチドではデオキシリボースである。リボース環の2位の炭素の水酸基が水素原子に置き換わっている。
DNAの糖もRNAの糖も、どちらもβ-フラノースであり、どちらの核酸になるかを決定する。DNAは2'-デオキシ-D-リボースを含む核酸であり、RNAはD-リボースを含む核酸である。
まれに、DNAやRNAが通常とは異なる塩基を含むことがある。DNAでは、主要な塩基をメチル化した形が一般的である。ウイルスのDNAでは、いくつかの塩基がヒドロキシメチル化またはグルコシル化されている。RNAでは、主要ではない塩基や修飾された塩基はより頻繁に生じる。ヒポキサンチン、ジヒドロウラシル、メチル化したウラシル、シトシン、グアニンやシュードウリジンがその例である。5'位以外にリン酸基を持つヌクレオチドも見られる。その例には、リボヌクレオシド-2',3'-環状一リン酸は単離できる中間体であり、リボヌクレオシド-3'-一リン酸はRNAを特定のリボヌクレアーゼで加水分解した産物である。その他、アデノシン-3',5'-環状一リン酸(cAMP)やグアノシン-3',5'-環状一リン酸(cGMP)がある。

### ヌクレオチドの重合
ヌクレオチドは、ホスホジエステル結合を介して重合し、RNA鎖を形成する。あるヌクレオチドの5'-リン酸基が次のヌクレオチドの3'-水酸基に結合し、リン酸基とペントース残基の骨格を形成する。ポリヌクレオチドの両端には、ホスホジエステル結合はない。ホスホジエステル結合は、RNAポリメラーゼの働きで、リボヌクレオチドの間に形成される。RNA鎖は、鎖の最後のリボヌクレオチドの3'-水酸基が求核剤として働き、遊離リボヌクレオチドの5'-三リン酸を親水攻撃し、副生物としてピロリン酸を遊離させることで、5'末端から3'末端に向かって合成が進む。ヌクレオチドの物理的性質のため、RNAの骨格は、親水性と極性が非常に高い。中性pHでは、核酸は電荷が高く、各々のリン酸基は負電荷を運ぶ。
DNAもRNAも、モノヌクレオチドとヌクレオシドリン酸のモノマーによって構成されている。これらは、熱力学的にアミノ酸よりも結合しにくい。ホスホジエステル結合が加水分解されると多量の自由エネルギーを放出する。RNAの構成要素であるGTP、CTP、UTP、ATPは、生体の主要なエネルギー源である。

## 機能

### デオキシリボヌクレオチドの前駆体
RNAはDNAより早く発展してきたと信じられている。
リボヌクレオチドからデオキシリボヌクレオチドへの還元は、リボヌクレオチドレダクターゼによって触媒される。リボヌクレオチドレダクターゼは、DNA複製に必要な4つのデオキシリボヌクレオチドの合成の最終段階を担うため、全ての生物にとって必須の酵素である。この反応には、チオレドキシンとチオレドキシンレダクターゼという2つのタンパク質も必要である。リボヌクレオシド二リン酸は、チオレドキシンによってデオキシリボヌクレオシド二リン酸に還元される。
反応は、次のようになる。
リボヌクレオシド二リン酸 + NADPH + H+ -> デオキシリボヌクレオシド二リン酸 + NADP+ + H2O
上の式に従い、dATPとdGTPは、それぞれADPとGDPから生じる。これらは最初にリボヌクレオチドレダクターゼによって還元され、その後、ヌクレオシドジホスホキナーゼによってリン酸化される。しかし、ピリミジンのデオキシリボヌクレオチドでは、例えばUDPは先にdUDPに変換され、その後、dTMPやdCTPに変換される。この反応は、アロステリック効果によって制御されている。一度dATPがリボヌクレオチドレダクターゼに結合すると、全体の触媒作用が減少し、デオキシリボヌクレオチドの量が増える。このフィードバック阻害は、ATPが結合すると逆になる。

### リボヌクレオチドの区別
DNA合成において、DNAポリメラーゼは、デオキシリボヌクレオチドに比べて多量に存在するリボヌクレオチドを区別する必要がある。生物のゲノムの維持のために、DNA複製の正確性は非常に重要である。YファミリーのDNAポリメラーゼの活性部位は、リボヌクレオチドに対する高い選択制を担っていることが示されている。大部分のDNAポリメラーゼは、リボース環の2'-水酸基を立体的に妨害するかさばった側鎖の残基により、活性部位からリボヌクレオチドを排除する機能を備えている。しかし、多くの核複製及び核修復DNAポリメラーゼは、恐らくこの排除機能が不完全なため、DNA中にリボヌクレオチドを取り込んでしまう。

## 合成

### リボヌクレオチド合成
リボヌクレオチドは、より小さな分子から新生経路によって合成されるか、またはサルベージ経路によってリサイクルされる。新生経路の場合、プリントピリミジンのどちらも、アミノ酸、リボース-5-リン酸、二酸化炭素、アンモニアを材料として合成される。
|  | プリン環の原子の由来 N1は、アスパラギン酸のアミン基に由来、 C2とC8は、ギ酸に由来、 N3とN9は、グルタミン酸のアミド基に由来、 C4, C5とN7は、グリシンに由来、 C6は、HCO3-(CO2)に由来 |

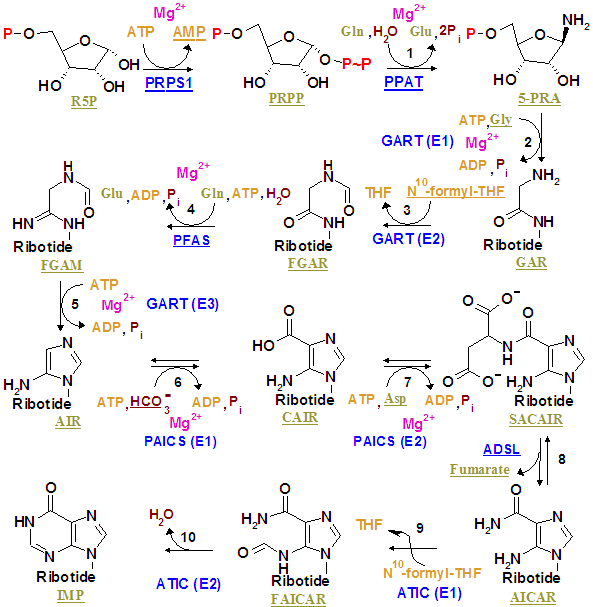
IMPの合成。色の意味は以下のとおり: 酵素, 補酵素, 基質, 金属イオン, 無機分子

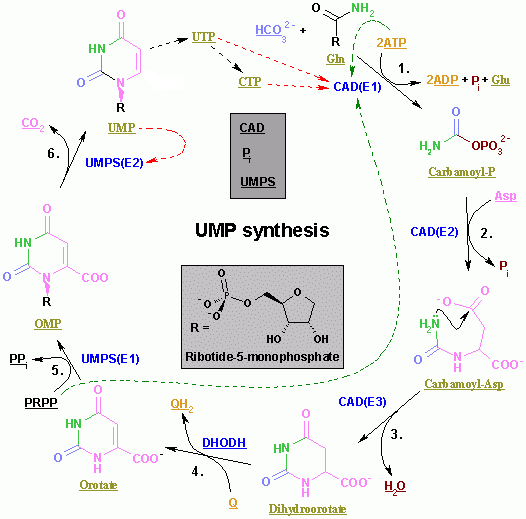
ピリミジンの新生経路

プリンのヌクレオチドの新生経路による合成はかなり複雑であり、いくつかの酵素反応から構成される。プリン環は、五炭糖を基礎として用い、イノシン酸ができるまでに11段階の過程が必要である。イノシン酸は、核酸合成に必要なプリンヌクレオチドに変換される。

## 歴史

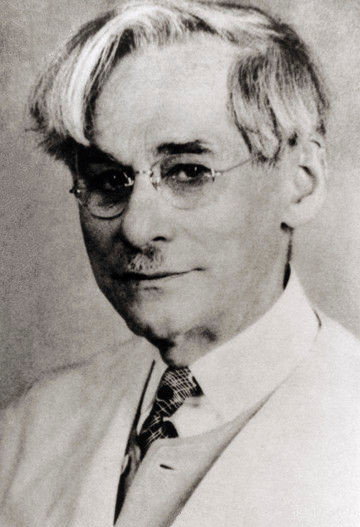
ホエーブス・レヴィーン

ジェームズ・ワトソンとフランシス・クリックがDNAの構造に関する論文を発表する前、何人かの科学者もこの発見に貢献している。スイスの医師フリードリッヒ・ミーシェルは、1869年に白血球の核から核酸を単離、同定し、これを「核子」(nuclein)と名付け、DNA発見に筋道を付けている。ミーシェルの後、ドイツの生化学者アルブレヒト・コッセルは、1878年に「核子」の中からタンパク質ではない成分を単離し、核酸の中にアデニン、シトシン、グアニン、チミン、ウラシルの5種類の核酸塩基を発見した。これらの発見により、核酸についていくつかの基礎的な事実は知られていたものの、その構造や機能は謎のままだった。
1919年、リトアニア系ロシア人の生化学者ホエーブス・レヴィーンがヌクレオチドを発見し、DNA発見への扉を再び開いた。レヴィーンは、酵母のRNAに存在する炭水化物成分が実はリボースであると最初に同定した。しかし、彼が胸腺の核酸に含まれる炭水化物成分が1つの酸素原子を欠いたデオキシリボースという糖であるということを発見して初めて、彼の発見は科学界に広く受け入れられた。最終的に、レヴィーンはRNAとDNAの成分の正しい並び方は、リン酸-糖-塩基であると同定することができ、彼は後にこれをヌクレオチドと呼んだ。ヌクレオチドの成分の並び順はレヴィーンによって解明されたが、ヌクレオチドの空間的な構造や遺伝暗号については、彼の初期のキャリアの間は謎のままであった。